# Station Egham
Egham is een spoorwegstation van National Rail in Egham (Surrey), Runnymede in Engeland. Het station is eigendom van Network Rail en wordt beheerd door South Western Railway. 